# Ladislaus Kurpiel
Ladislaus Kurpiel (* 13. November 1883 in Prag, Österreich-Ungarn; † Juni 1930 in Prag, Tschechoslowakei) war ein österreichischer Fußballspieler.
Der Böhme galt zu seiner Zeit als einer der besten Mittelläufer der Österreichisch-Ungarischen Monarchie, wurde mit DFC Prag 1903 deutscher Vizemeister und erreichte 1912 mit dem österreichischen Team den fünften Rang bei den Olympischen Spielen. Im Juni 1930 erlag er in Prag einem Schlaganfall, in dessen Folge er verstarb.

## Karriere
Kurpiel begann 1896 als Dreizehnjähriger mit dem vereinsmäßigen Fußballspiel beim DFC Germania Prag und wechselte bald darauf zum neu entstandenen Stadtrivalen DFC Prag. Bei den Blau-Weißen kam er bereits als Jugendlicher zu ersten Einsätzen in der Kampfmannschaft und wuchs über die Jahre zu einem der besten „Mittel- und Centrehalves“ der gesamten Monarchie heran. Zudem galt er als überaus vielseitiger und umsichtiger Deckungsspieler. Bekannt und gefürchtet war er für seine wuchtigen Fernschüsse, die für die gegnerischen Torhüter oftmals unhaltbar waren.
Seinen größten Erfolg auf Vereinsebene feierte er im Jahr 1903 mit dem überraschenden Einzug der Prager Mannschaft in das Endspiel um die deutsche Meisterschaft, das die Böhmen allerdings mit 2:7 gegen den VfB Leipzig verloren. Bis zu seinem Karriereende spielte er beinahe ausschließlich für den DFC, mit dem er in Freundschaftsspielen gegen in- und ausländische Spitzenvereine zahlreiche Erfolge feierte. Lediglich in der Saison 1903/04 war er für den Vienna Cricket and Football-Club tätig, mit dem er das Finale des Challenge-Cups erreichte.
In der österreichischen Nationalmannschaft debütierte Kurpiel am 7. Juni 1906 beim 3:2 über Deutschland in Wien. Nach seinem zweiten Einsatz gegen Ungarn im Jahr 1908 musste er bis zum 7. Mai 1911 auf sein nächstes Länderspiel warten. Zu dieser Zeit war er mit 28 Jahren bereits der älteste Spieler des DFC und hatte seinen sportlichen Zenit laut zeitgenössischen Zeitungsberichten schon etwas überschritten. Als Ersatzmann für den verletzten Alois Kwitek ins Team gekommen, bot er gemeinsam mit seinem Vereinskollegen Merz beim 3:1 über den Erzrivalen Ungarn eine Glanzleistung und kam so zu einem weiteren Einsatz beim „Rückspiel“ in Budapest im November desselben Jahres.
Auf Grund seines Könnens und seiner Routine avancierte er zu einem Fixposten im österreichischen Team für die Olympischen Spiele 1912 in Stockholm, zu dem Österreich als einer der erklärten Favoriten anreiste. Da er beim DFC Prag fallweise sehr überzeugend als Back aushalf, stellte ihn Teamtrainer Jimmy Hogan nach dem Ausfall von Felix Tekusch während des Turniers erstmals in der Nationalmannschaft in die Abwehr. Entgegen den allgemeinen Erwartungen zeigte er auf dieser Position aber doch einige Unsicherheiten und war nicht der erhoffte Rückhalt seiner Mannschaft. Kurpiel kam in allen drei zum olympischen Turnier zählenden Partien zum Einsatz und absolvierte auch noch die Begegnung mit Italien in der nicht offiziellen Trostrunde. Mit diesem Spiel am 3. Juli 1912, das den Österreichern nach einem 5:1-Sieg auch den Gewinn der Trostrunde brachte, feierte Ladislaus Kurpiel seinen Abschied vom Nationalteam.

## Erfolge
- Zweiter der deutschen Meisterschaft 1903
- Meister des Verbandes der Prager Deutschen Fußball-Vereine 1902
- Teilnahme am olympischen Fußballturnier 1912 in Stockholm (5. Platz)
- 8 Länderspiele für die Österreichische Fußballnationalmannschaft von 1908 bis 1912